# Дрене
Дрене (понякога в старата литература се изписва Дренье, тъй като в местния диалект съгласната н е палатализирана, на македонска литературна норма: Дрење) е село в Северна Македония, в община Крива паланка.

## География
Селото е разположено в областта Славище по течението на река Добровница, северно от общинския център Крива паланка.

## История
В края на XIX век Дрене е българско село в Кривопаланска каза на Османската империя. Според статистиката на Васил Кънчов („Македония. Етнография и статистика“) от 1900 година Дренье е населявано от 102 жители българи християни и 20 цигани.
Цялото християнско население на селото е под върховенството на Българската екзархия. По данни на секретаря на екзархията Димитър Мишев („La Macédoine et sa Population Chrétienne“) в 1905 година в Дрене има 80 българи екзархисти.
По време на Първата световна война Дрене е включено в Градецка община и има 94 жители.
Според преброяването от 2002 година селото има 90 жители, всички северномакедонци.